# Object (wiskunde)
Een wiskundig object is in de filosofie van de wiskunde en in de wiskunde zelf, ieder onderwerp van wiskundig onderzoek dat in termen van de verzamelingenleer is uit te drukken. Voorbeelden van wiskundige objecten zijn getallen, verzamelingen, functies, relaties, vectoren en matrices. De meetkunde kent zulke wiskundige objecten als punten, lijnen, driehoeken, cirkels, bollen, veelvlakken, topologische ruimtes en variëteiten. In de algebra, een andere tak van wiskunde, kent men groepen, ringen, velden, tralies en roosters. Categorieën zijn gelijktijdig overkoepelingen van andere wiskundige objecten alsook wiskundige objecten op zichzelf.

## Zijn wiskundige objecten altijd verzamelingen?
Om de wiskunde op een consistente theoretische basis te funderen, probeerde men vanaf het begin van de 20ste eeuw om alle wiskundige objecten in termen van verzamelingen te definiëren. Tegenwoordig draait men dit om: alle onderwerpen van onderzoek die zich in termen van de verzamelingenleer laten uitdrukken, zijn automatisch wiskundige objecten.
De ontologische status van wiskundige objecten is het onderwerp geweest van veel onderzoek en discussie door filosofen van de wiskunde.
Een standpunt dat rond 1900 ontstond, naar aanleiding van het werk van Cantor, is dat alle wiskundige objecten kunnen worden gedefinieerd als verzamelingen. De verzameling {0,1}, bestaande uit de getallen 0 en 1, is een eenvoudig voorbeeld. Op het eerste gezicht lijkt de groep {\displaystyle \mathbb {Z} _{2}} van gehele getallen modulo 2 ook een verzameling, met de twee elementen 0 en 1. Als verzameling verschilt ze niet van de eenvoudige verzameling {0,1}, maar als groep is er wel de extra structuur die wordt opgelegd door de operatie van optellen modulo 2. Om de verzameling {0,1} als groep op te vatten, definieert men de groep wel als een viertal ({0,1},+,−,0), die op zijn beurt gebruikmakend van een van de verschillende conventies zelf ook als een verzameling kan worden opgevat, wat weer met zich meebrengt dat de operaties + en − en de constante 0 als verzamelingen worden beschouwd.
Deze benadering van de ontologie van de wiskunde roept een fundamentele filosofische vraag op. Moet de ontologie van de wiskunde worden gemeten aan de praktijk of aan wat zij leert. Wiskundigen werken niet met dergelijke, niet canonieke, niet praktische codings. Ze komen niet voor in algebrateksten, en noch de studenten, noch de docenten in algebracursussen zijn met dergelijke codings bekend. Als de ontologie dus de praktijk weergeeft, kunnen wiskundige objecten op deze manier niet worden gereduceerd tot verzamelingen.
Als de interne consistentie van de wiskunde echter als doel van de wiskundige ontologie wordt beschouwd, is het belangrijker dat wiskundige objecten, ongeacht de actuele praktijk, op een uniforme wijze kunnen worden gedefinieerd, dit om de essentie van haar paradoxen binnen de wiskunde bloot te leggen. Dit is het standpunt dat wordt ingenomen door beoefenaren van de grondslagen van de wiskunde. Dezen geven van oudsher een hogere prioriteit aan het controleren van paradoxen dan aan een getrouwe weergave van de details van de wiskundige praktijk.
Veel van de spanning die wordt veroorzaakt door deze fundamentele identificatie van wiskundige objecten met verzamelingen kunnen worden opgeheven, zonder onnodig afbreuk te doen aan de doelstellingen van de wiskunde, wanneer men behalve verzamelingen ook relaties in het wiskundige universum toestaat.
Een variant op deze aanpak vervangt relaties door operaties, de basis van de universele algebra. In deze variant nemen de axioma's vaak de vorm van vergelijkingen aan, of implicaties tussen vergelijkingen.

## Categorie
Een variant hierop is de meer abstracte categorietheorie, die verzamelingen en operaties daarop abstraheert als morfismen tussen deze objecten. Op dit abstractieniveau reduceren wiskundige objecten tot louter hoekpunten van een grafiek, waarvan de ribben als morfismen de manieren abstraheren waarop deze objecten kunnen transformeren en waarvan de structuur is gecodeerd in een samenstellingswet voor morfismen. Categorieën kunnen zich voordoen als de modellen van enige axiomatische theorie en de homomorfismen tussen hen (in welk geval zij meestal concreet zijn, wat hier wil zeggen uitgerust met een vergeetachtige functor tot de categorie Set of meer in het algemeen aan een geschikte topos), of zij kunnen worden geconstrueerd uit andere, meer primitieve categorieën, of ze kunnen worden bestudeerd als abstracte objecten in hun eigen recht, zonder acht te slaan op hun herkomst.

## Voorbeelden
- De natuurlijke getallen laten zich als volgt uitdrukken {\displaystyle 0=\{\}}, {\displaystyle 1=\{0\}}, {\displaystyle 2=\{0,1\}}, enz.,
- Geordende paren, zoals {\displaystyle (x,y)=\{\{x\},\{x,y\}\}},
- Functies en hun afbeeldingen: {\displaystyle f(x)=y\iff (x,y)\in G_{f}}.